# Rudolf Fickeisen
Rudolf Fickeisen (født 15. maj 1885, død 22. juli 1944) var en tysk roer og olympisk guldvinder.
Fickeisen var med i Tysklands firer med styrmand ved OL 1912 i Stockholm. Bådens øvrige besætning bestod af hans bror Otto Fickeisen, Albert Arnheiter, Hermann Wilker samt styrmand Otto Maier. Ludwigshafen-båden vandt sit indledende heat over en svensk båd og satte der olympisk rekord. I kvartfinalen roede de alene, og i semifinalen besejrede tyskerne Polyteknisk Roklub fra Danmark og forbedrede her deres egens olympiske rekord fra indledende heat. I finalen var den tyske båd oppe mod en britisk båd fra Thames Rowing Club, og tyskerne vandt dette møde og sikrede sig dermed guldet.
Han havde været tysk mester i firer med styrmand i 1906 og 1907, begge gange også med broren Otto. I 1912 var han med til at blive nummer to ved det tyske mesterskab i fireren med styrmand.

## OL-medaljer
- 1912:  Guld i firer med styrmand